# Hylorus armatus
Hylorus armatus är en skalbaggsart som först beskrevs av Chabrillac 1857.  Hylorus armatus ingår i släktet Hylorus och familjen långhorningar. Inga underarter finns listade i Catalogue of Life.